# Жекода
Жекода — река в России, протекает в Цунтинском и Тляратинском районах республики Дагестан. Длина реки составляет 24 км. Площадь водосборного бассейна — 113 км².
Начинается на склоне горы Жития-Кагтли, течёт в южном направлении по долине, поросшей сосново-берёзовым лесом. Устье реки находится в 17 км по левому берегу реки Хзанор напротив села Тлядал.

## Данные водного реестра
По данным государственного водного реестра России относится к Западно-Каспийскому бассейновому округу, водохозяйственный участок реки — Сулак от истока до Чиркейского гидроузла. Речной бассейн реки — Терек.
Код объекта в государственном водном реестре — 07030000112109300000896.